# Équipe d'Arabie saoudite des moins de 17 ans de football
Maillots
L'équipe d'Arabie saoudite des moins de 17 ans est une sélection de joueurs de moins de 17 ans au début des deux années de compétition placée sous la responsabilité de la Fédération d'Arabie saoudite de football. Elle a remporté deux fois la Coupe d'Asie des nations des moins de 16 ans et remporta une fois la Coupe du monde de football des moins de 17 ans.

## Parcours en Coupe d'Asie des nations de football des moins de 17 ans
- 1985 :  Vainqueur
- 1986 :  3e
- 1988 :  Vainqueur
- 1990 : Forfait
- 1992 :  3e
- 1994 : 1er tour
- 1996 : Non qualifiée
- 1998 : Non qualifiée
- 2000 : Non qualifiée
- 2002 : Non qualifiée
- 2004 : Non qualifiée
- 2006 : Quarts de finale
- 2008 : Quarts de finale
- 2010 : Non qualifiée
- 2012 : 1er tour
- 2014 : 1er tour
- 2016 : 1er tour
- 2018 : Non qualifiée
- 2023 : Quarts de finale
- 2025 :  Finaliste

## Parcours en Coupe du monde des moins de 17 ans
- 1985 : Quarts de finale
- 1987 : 1er tour
- 1989 :  Vainqueur
- 1991 : Non qualifiée
- 1993 : Non qualifiée
- 1995 : Non qualifiée
- 1997 : Non qualifiée
- 1999 : Non qualifiée
- 2001 : Non qualifiée
- 2003 : Non qualifiée
- 2005 : Non qualifiée
- 2007 : Non qualifiée
- 2009 : Non qualifiée
- 2011 : Non qualifiée
- 2013 : Non qualifiée
- 2015 : Non qualifiée
- 2017 : Non qualifiée
- 2019 : Non qualifiée
- 2023 : Non qualifiée

## Palmarès
- Coupe arabe U17 :
  - Vainqueur en 2011
- Coupe d'Asie -16 ans : 
  - Vainqueur : 1985 et 1988.
- Coupe du monde de football des moins de 17 ans
  - Vainqueur en 1989
- Coupe du golfe Persique des nations de football des moins de 17 ans :
  - Vainqueur en 2003, en 2008, en 2011, en 2012 et en 2016

## Anciens joueurs
- Mohammed al-Deayea
- Khalid Al-Muwallid
- Khalid Al Romaihi